# Tre systrar

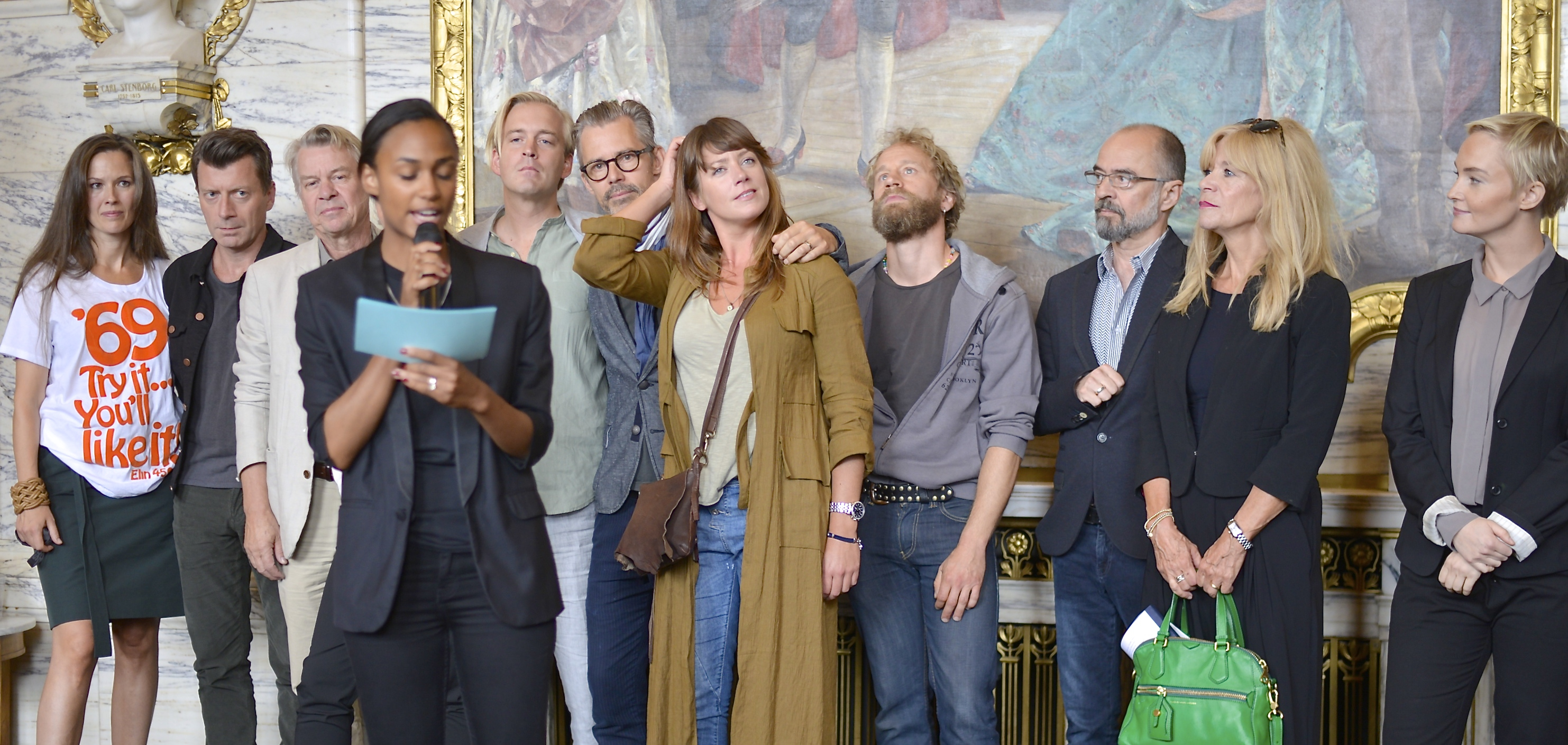
Tre systrar-ensemblen under Dramatens höstsamling 2014. Från vänster mot väggen: Elin Klinga, Johan Holmberg, Magnus Ehrner, Andreas T Olsson, Peter Engman, Jennie Silferhjelm, Mattias Silvell, Emmet Feigenberg, Mia Benson och Sofia Pekkari. Med mikrofon: Nanna Blondell.

Tre systrar (ryska: Три сeстры, Tri sestry) är en pjäs av den ryske dramatikern Anton Tjechov, skriven 1900 och uppförd första gången den 31 januari 1901 på Konstnärliga teatern i Moskva.

## Handling
Tjechov sägs ha varit inspirerad av de tre systrarna Brontë då han skrev pjäsen. Tre systrar är en naturalistisk pjäs om förfallet i den privilegierade klassen i Ryssland, och sökandet efter mening i den moderna världen. Handlingen kretsar kring familjen Prozorov, de tre systrarna Olga, Masja och Irina, och deras bror Andrej. Syskonen är otillfreds och frustrerade över sina liv, pjäsen beskriver deras längtan, olycklig kärlek och människans förmåga att förverkliga drömmen om en bättre tillvaro.
I pjäsen har Moskva en symbolisk betydelse. Systrarna har en urban och modern bakgrund från sin uppväxt i Moskva, men de senaste elva åren har de bott i en liten stad på landsbygden. För systrarna innebär Moskva lyckan och representerar det perfekta livet, de drömmer tillbaka till sin tid i Moskva och pratar ständigt om att återvända. De kommer emellertid aldrig iväg och de tvingas se hur deras drömmar blir mer och mer avlägsna.

## Roller

### Prozorovs
- Olga Sergejevna Prozorova - den äldsta av de tre systrarna
- Maria Sergejevna Prozorova (Masja) - mellansystern
- Irina Sergejevna Prozorova - 20 år då pjäsen tar sin början
- Andrej Sergejevitj Prozorov - brodern
- Natalija Ivanovna - Andrejs kärlek i pjäsens inledning, senare hans fru
- Fjodor Ilitj Kulygin - Masjas mycket äldre make

### Soldaterna
- Aleksandr Ignatjevitj Versjinin
- Baron Nikolaj Lvovitj Tuzenbach
- Vassilij Vasiljevitj Solenyj
- Ivan Romanovitj Tjebutykin
- Alexej Petrovitj Fedotik
- Vladimir Karlovitj Rode

### Övriga
- Ferapont - dörrvakt
- Anfisa - sköterskan i familjen